# Raphaël Halet
Raphaël Halet, né le 8 juillet 1976 à Bar-le-Duc (France), est un lanceur d'alerte français, principalement connu comme la source des documents du scandale Luxembourg Leaks.

## Biographie
Raphaël Halet est né le 8 juillet dans la Meuse (France).
Après avoir été photographe indépendant de 1995 à 2001, il est intérimaire et réalise des tâches de maçon, éboueur, secrétaire, etc..

## Luxembourg Leaks
En 2006, il est embauché chez PricewaterhouseCoopers (PwC) au Luxembourg comme assistant personnel de direction puis devient en 2010 chef d'une équipe chargée de traiter tous les documents fiscaux de PwC pour ses clients.
Après avoir été « choqué » par le visionnage d'un reportage de Cash Investigation, il dénonce avec Antoine Deltour les pratiques d'évasion fiscale dans un reportage d'Édouard Perrin de Cash Investigation sur France 2 en 2013, Le reportage met en cause PwC et l'accuse d'inventer des montages fiscaux afin d'exonérer des entreprises d'impôt. Seize documents confidentiels sont alors transmis au journaliste.
En 2014, le scandale financier des Luxembourg Leaks est révélé à la suite d'une enquête du Consortium international des journalistes d'investigation (Ciji). Au terme d'enquêtes internes, PricewaterhouseCoopers lance des procédures de perquisition de son domicile en France et d'intimidation,. PwC lui fait signer un contrat de confidentialité en décembre 2014 l'obligeant à ne pas révéler ce qu'il sait et estimant à 10 millions d'euros le préjudice subi, somme qu'il devra verser en cas de rupture du contrat. Lors du procès d'Édouard Perrin en 2016, il est rendu public que Raphaël Halet a transmis des documents de l'entreprise. Il est alors licencié.
Le reportage spécial Dans la peau d'un lanceur d'alerte lui est consacré le 13 octobre 2016 dans l'émission Envoyé spécial sur France 2.
Le 15 mars 2017, la justice luxembourgeoise condamne Raphaël Halet en appel à 1 000 € d'amende, accusé d'avoir fait fuiter des milliers de documents confidentiels sur les pratiques fiscales de multinationales établies au Luxembourg. Le tribunal l'avait condamné en première instance à 9 mois de prison avec sursis et 1 000 € d'amende.
Il demande le statut de lanceur d'alerte auprès de la Cour européenne des droits de l'homme. En mai 2021, celle-ci rejette sa demande en donnant raison à la justice luxembourgeoise. Il demande et obtient le renvoi de son dossier devant la Grande Chambre de la CEDH, qui lui accorde le statut en 2023. La CEDH condamne le Luxembourg pour violation de la liberté d'expression. Il est condamné à payer à Raphaël Halet 15 000 € pour dommage moral et 40 000 € pour couvrir les frais de justice,.

## Récompenses
Raphaël Halet a reçu plusieurs prix pour son action en faveur de l'intérêt général.
- 2016 : Le Global Tax 50
- 2017 : Prix de la transparence fiscale
- 2018 : Prix Daphne Caruana Galizia pour le journalisme[11]